# Electric Six

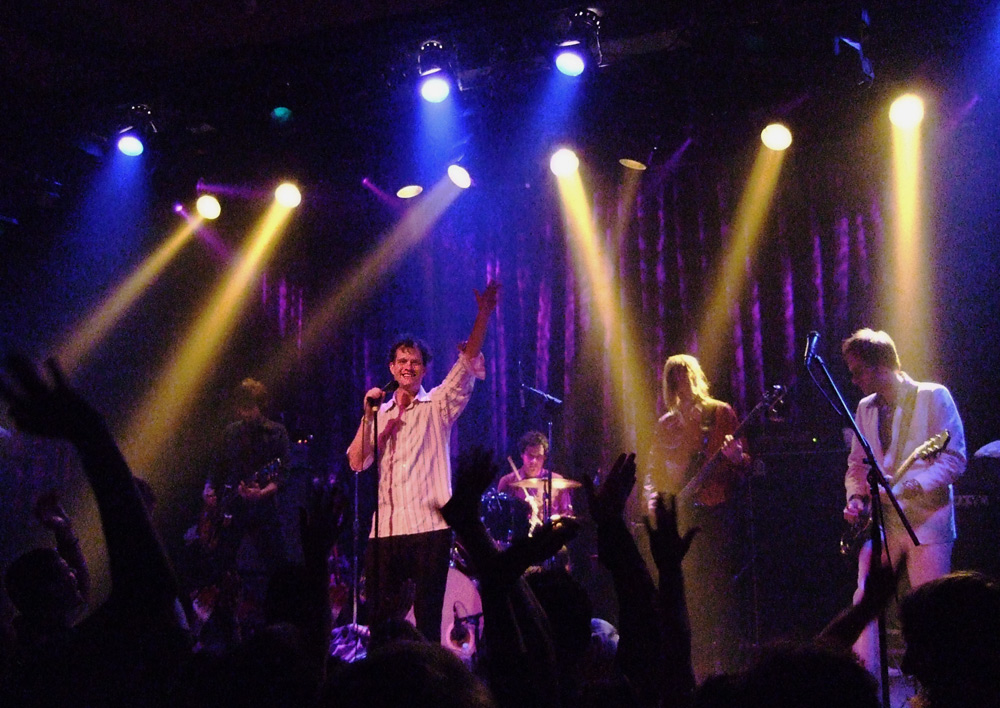
De band in 2007.

Electric Six is een zeskoppige rockband uit het Amerikaanse Detroit. De muziek van de band wordt omschreven als rockmuziek met elementen van "garage, disco, punk, new wave en metal". De band werd bekend in 2003 met de singles "Danger! High Voltage" en "Gay Bar", beide van hun debuutalbum. De band nam zestien studio-albums op: Fire, Señor Smoke, Switzerland, I Shall Exterminate Everything Around Me That Restricts Me from Being the Master, Flashy, KILL, Zodiac, Heartbeats and Brainwaves, Mustang, Human Zoo, Mimicry and Memories, Bitch, Don't Let Me Die!, Roulette Stars of Metro Detroit, Fresh Blood for Tired Vampyres, You're Welcome! en How Dare You?. Het album Sexy Trash kwam uit in 2008 (tussen Flashy en Kill) en werd zeer gelimiteerd uitgebracht. 
Aanvankelijk heette de band bij de oprichting in 1996 "The Wildbunch", maar die naam werd veranderd doordat een Britse triphopgroep dezelfde naam had. De huidige (2017) bandleden zijn Dick Valentine, Da Vé, Johnny Na$hinal, Rob Lower, Tait Nucleus? en Two Handed Bob.